# Gustav-Adolf-Kirche (Klein-Krotzenburg)

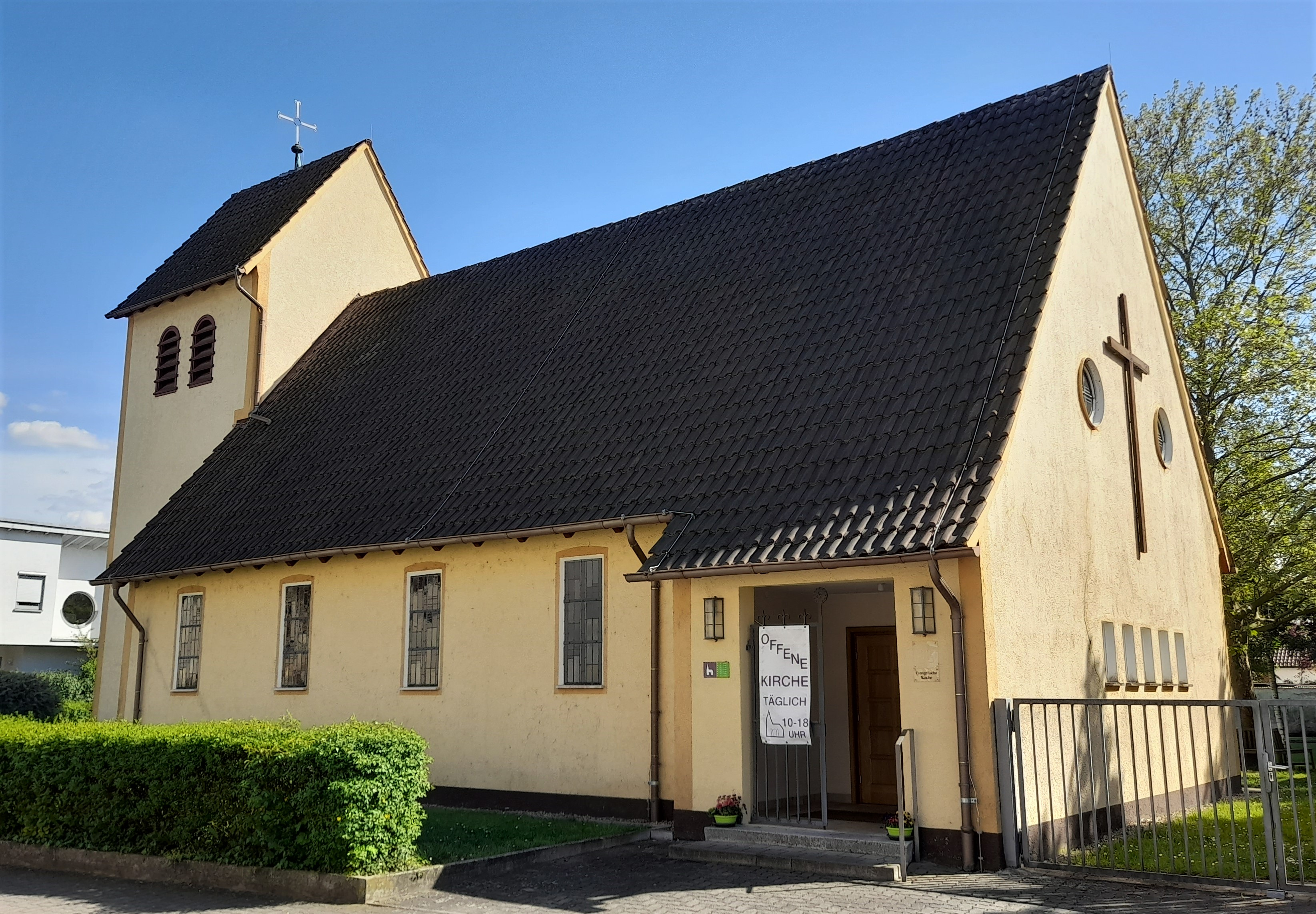
Die Gustav-Adolf-Kirche in Klein-Krotzenburg, erbaut 1952–1953

Die evangelische Gustav-Adolf-Kirche ist ein Kirchengebäude im Hainburger Ortsteil Klein-Krotzenburg in Südhessen. Der im Stil der Moderne errichtete Sakralbau wird von der evangelischen Kirchengemeinde Hainburg genutzt, die zum Dekanat Dreieich-Rodgau der evangelischen Kirche in Hessen und Nassau (EKHN) gehört.

## Geschichte
Der Grundstein für die Gustav-Adolf-Kirche in Klein-Krotzenburg mit ihrem 14 Meter hohen Glockenturm wurde am Himmelfahrtstag 1952 gelegt. Bereits ein Jahr später konnte das Kirchengebäude fertiggestellt und eingeweiht werden.
1961 trennte sich die evangelische Kirchengemeinde in Klein-Krotzenburg vom Kirchspiel Seligenstadt und schloss sich mit der Kirchengemeinde in Hainstadt zur selbstständigen „Evangelischen unierten Kirchengemeinde Hainstadt und Klein-Krotzenburg“ zusammen, die heute den Namen „Evangelische Kirchengemeinde Hainburg“ trägt.

## Bildergalerie

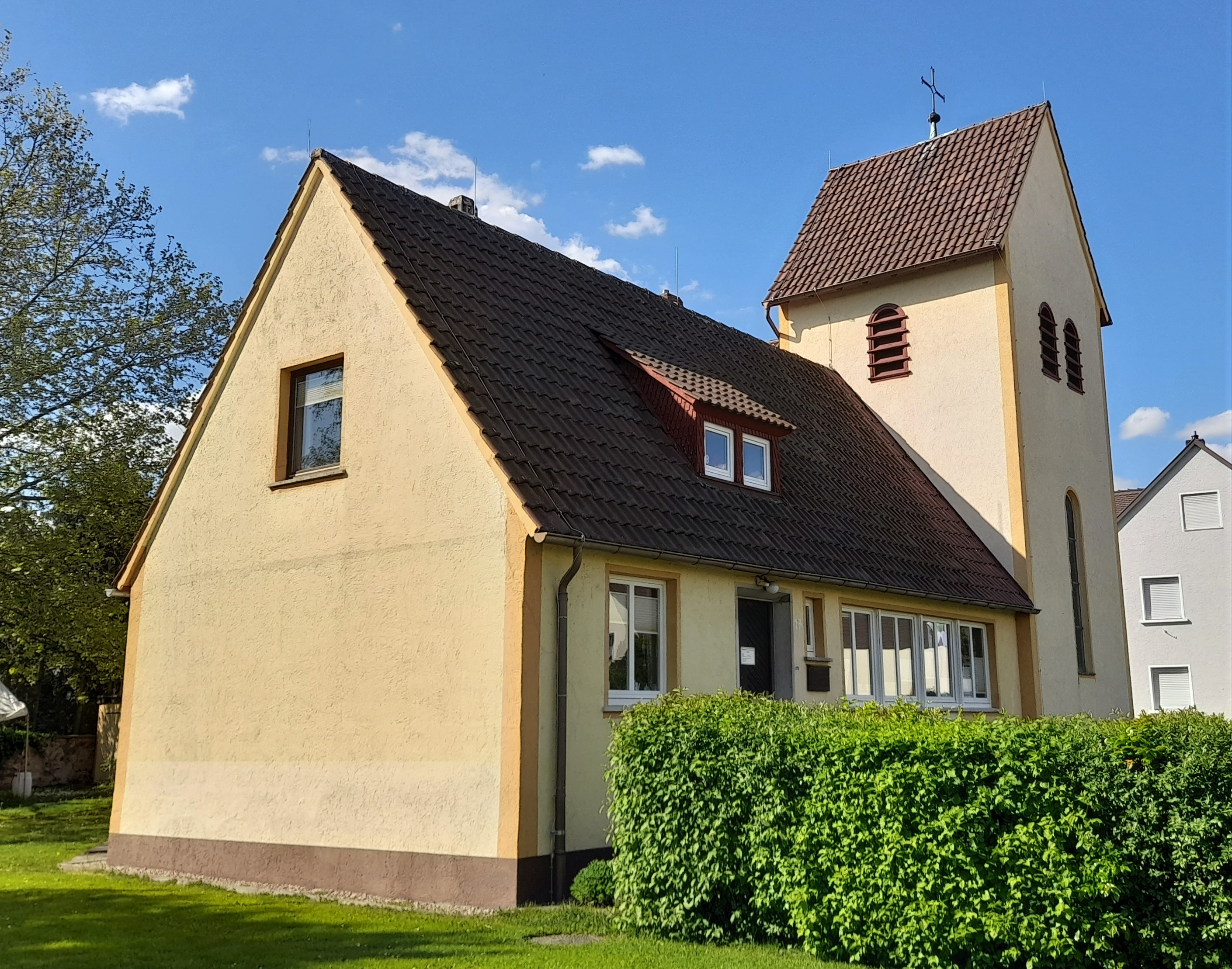
Außenansicht der Kirche von Südosten
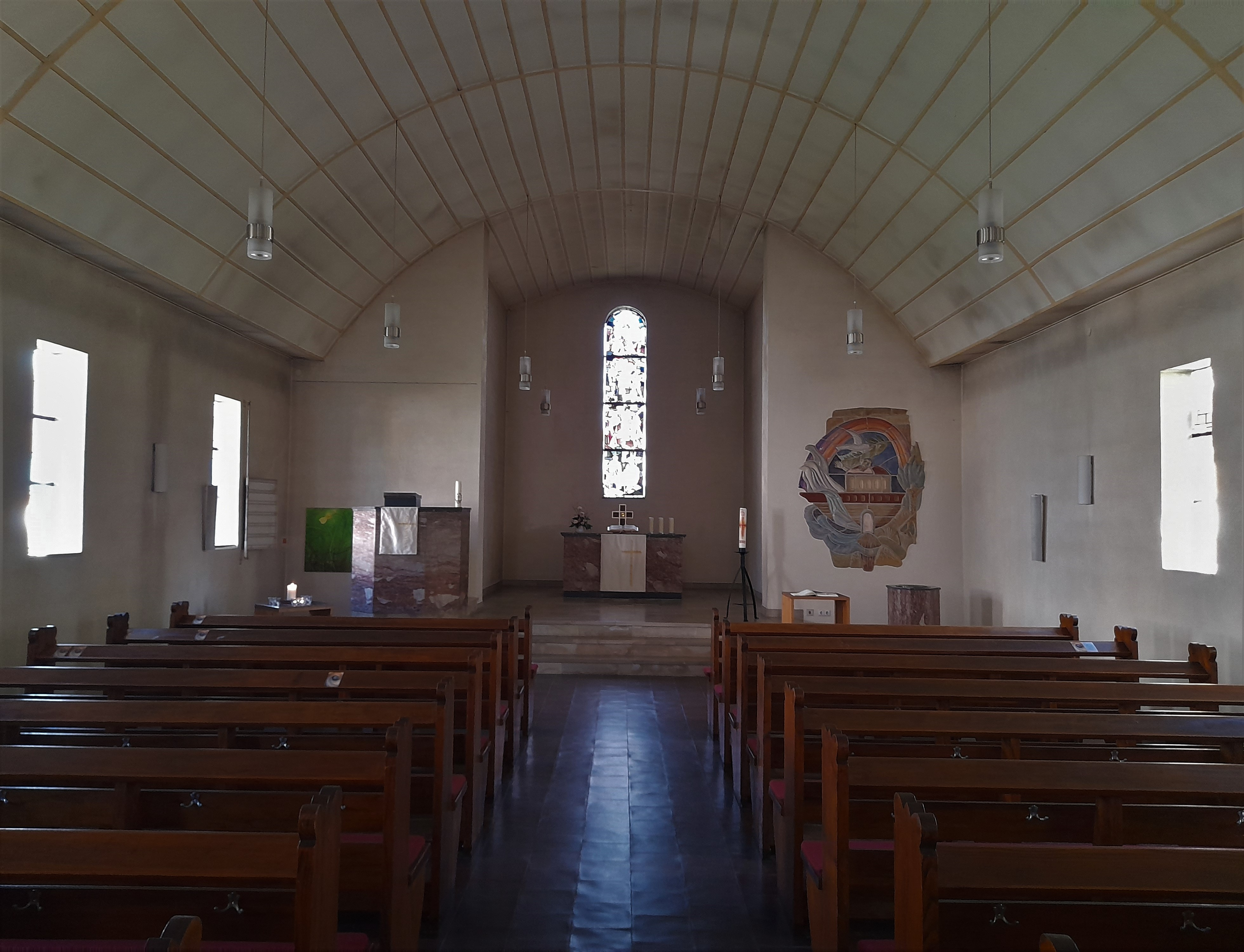
Innenraum der Kirche (Frontalansicht)
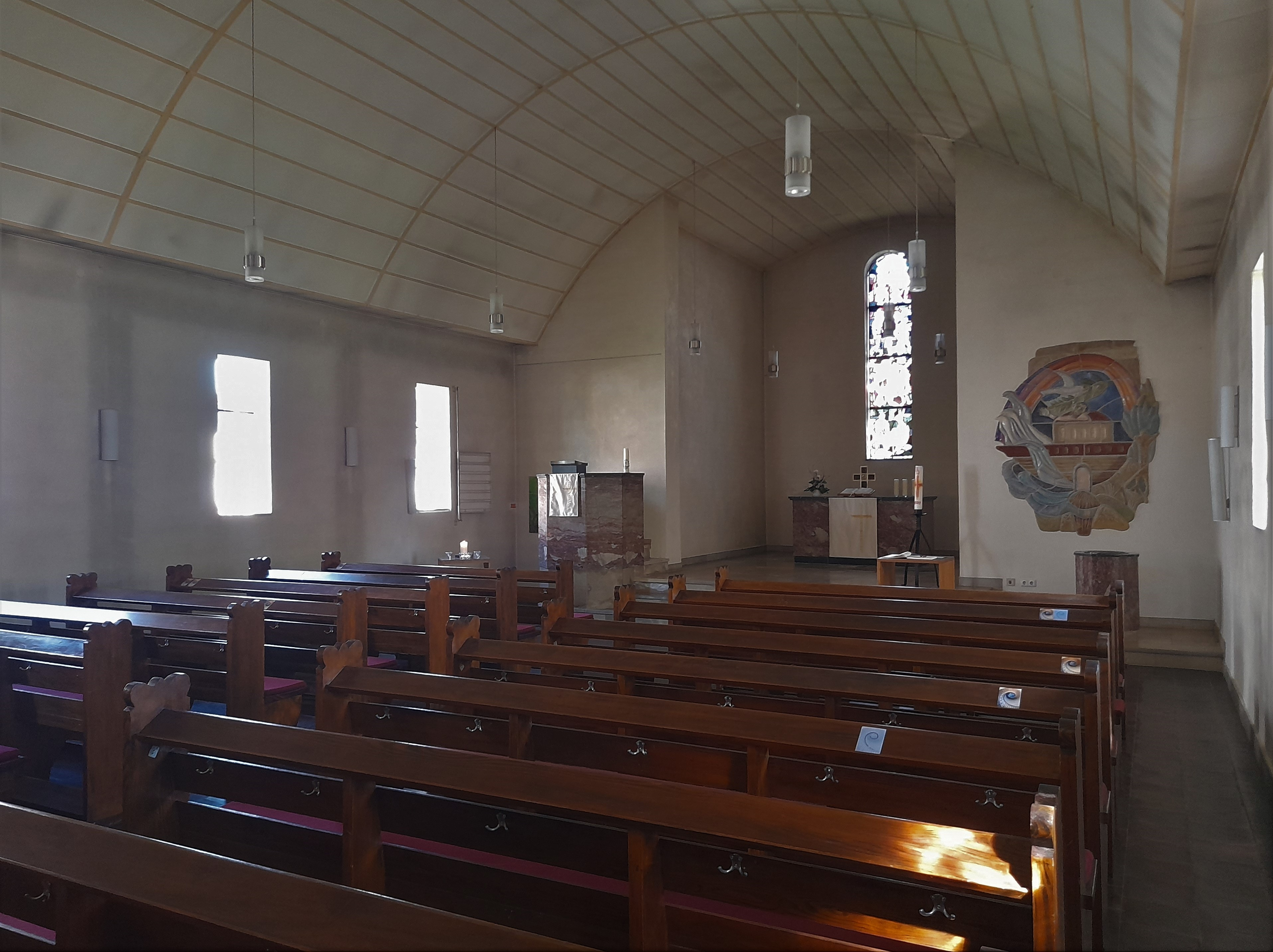
Innenraum der Kirche (seitliche Ansicht)
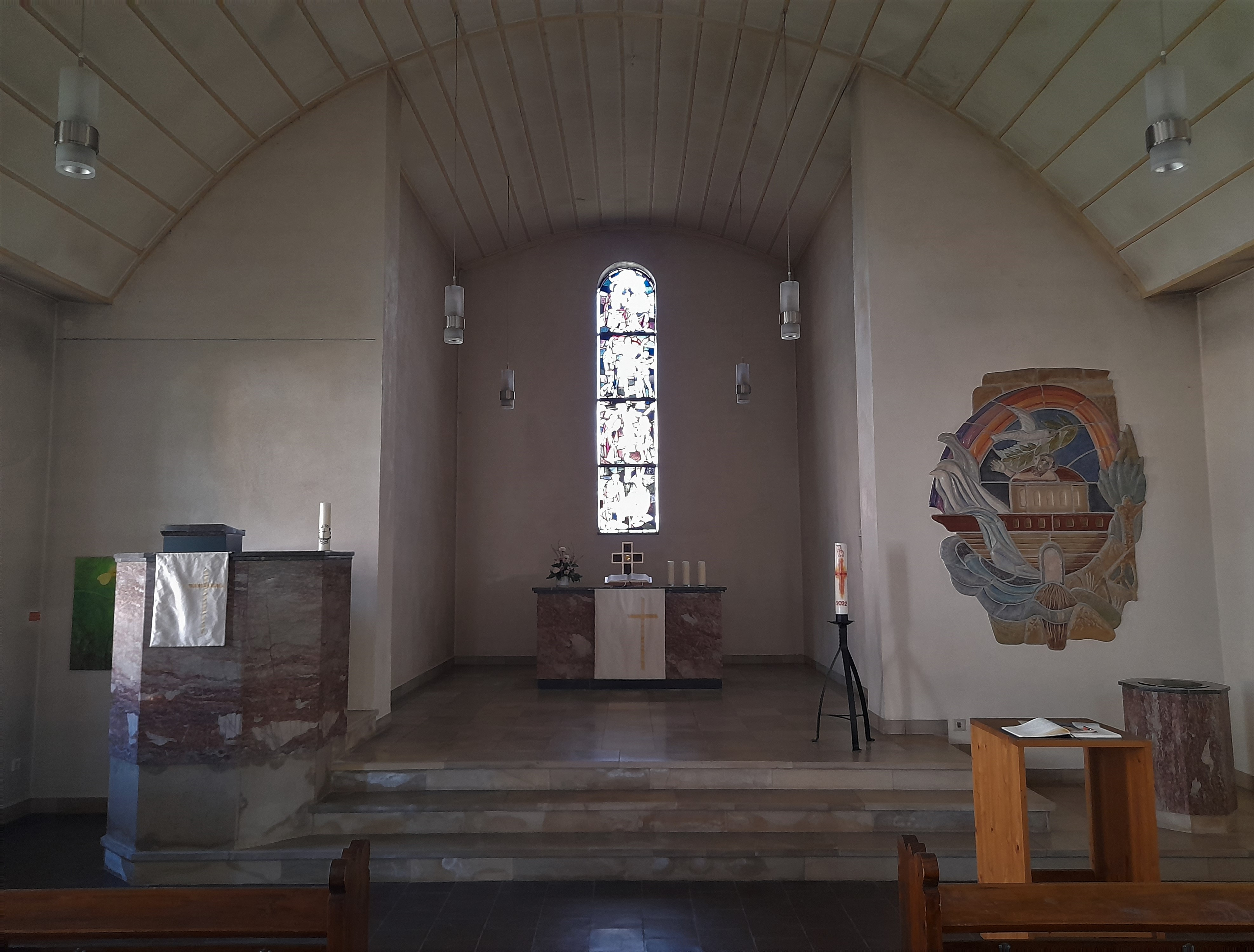
Altarraum der Kirche
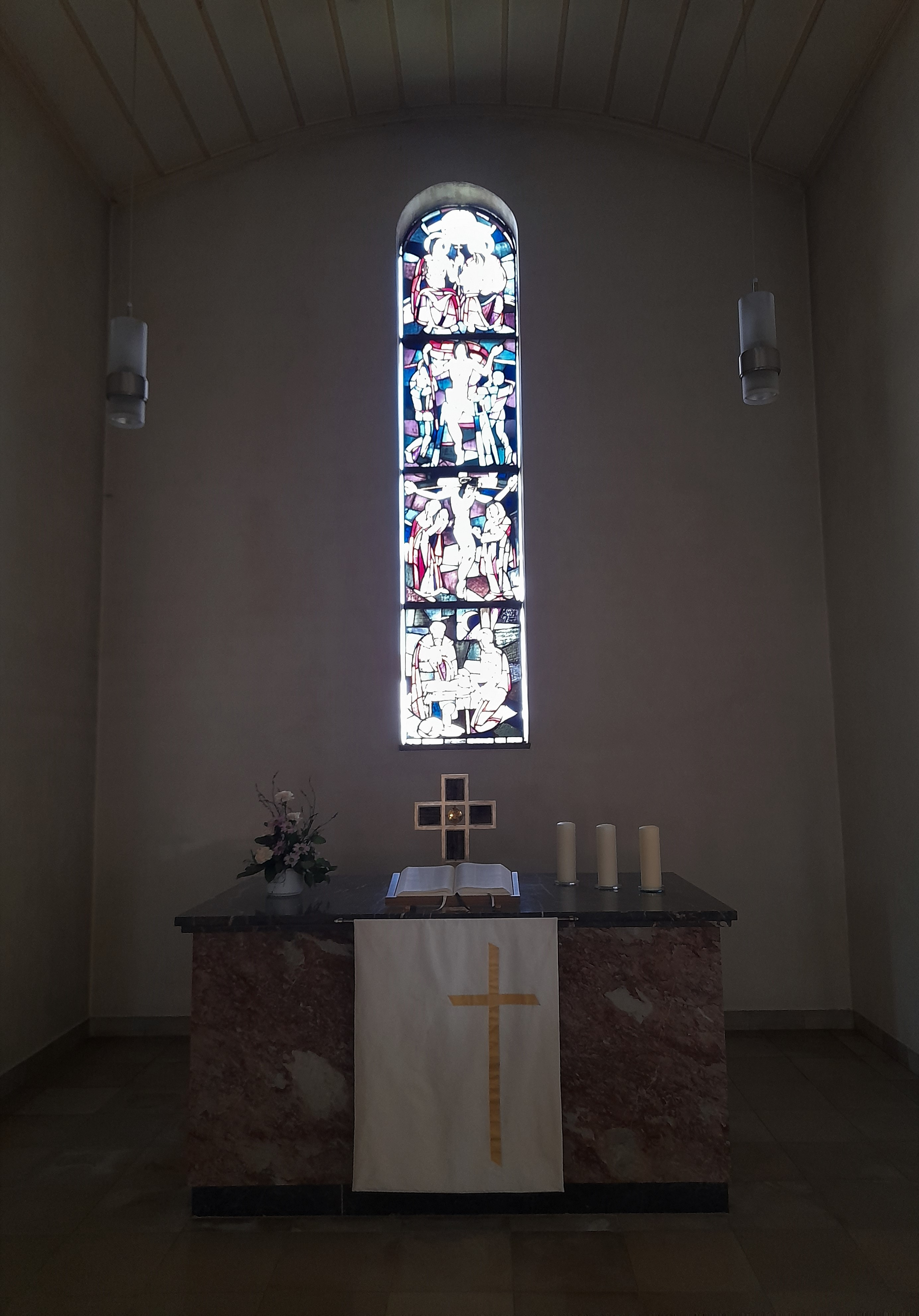
Altar im Zentrum des Altarraums
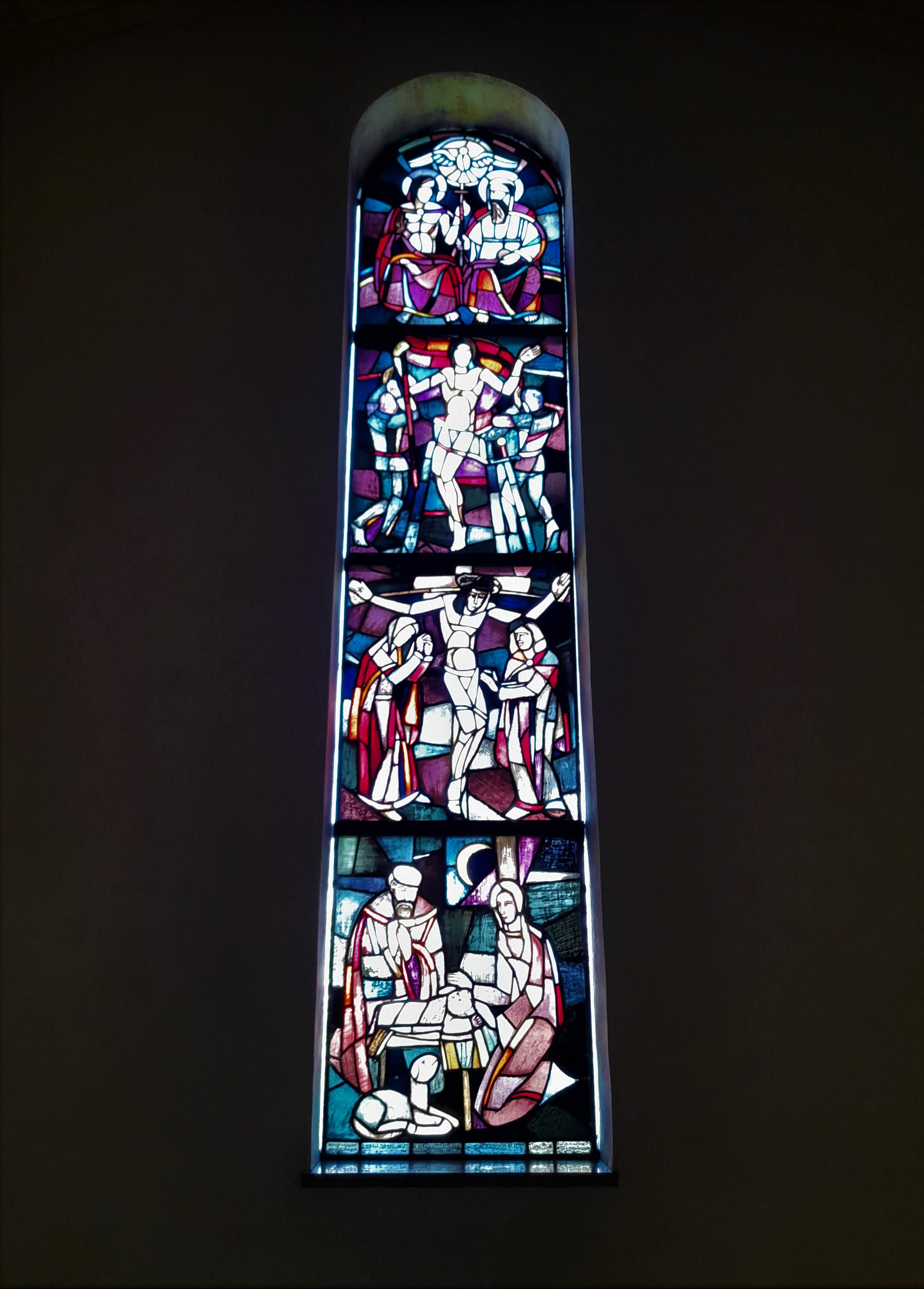
Altarfenster mit vier Jesus-Motiven
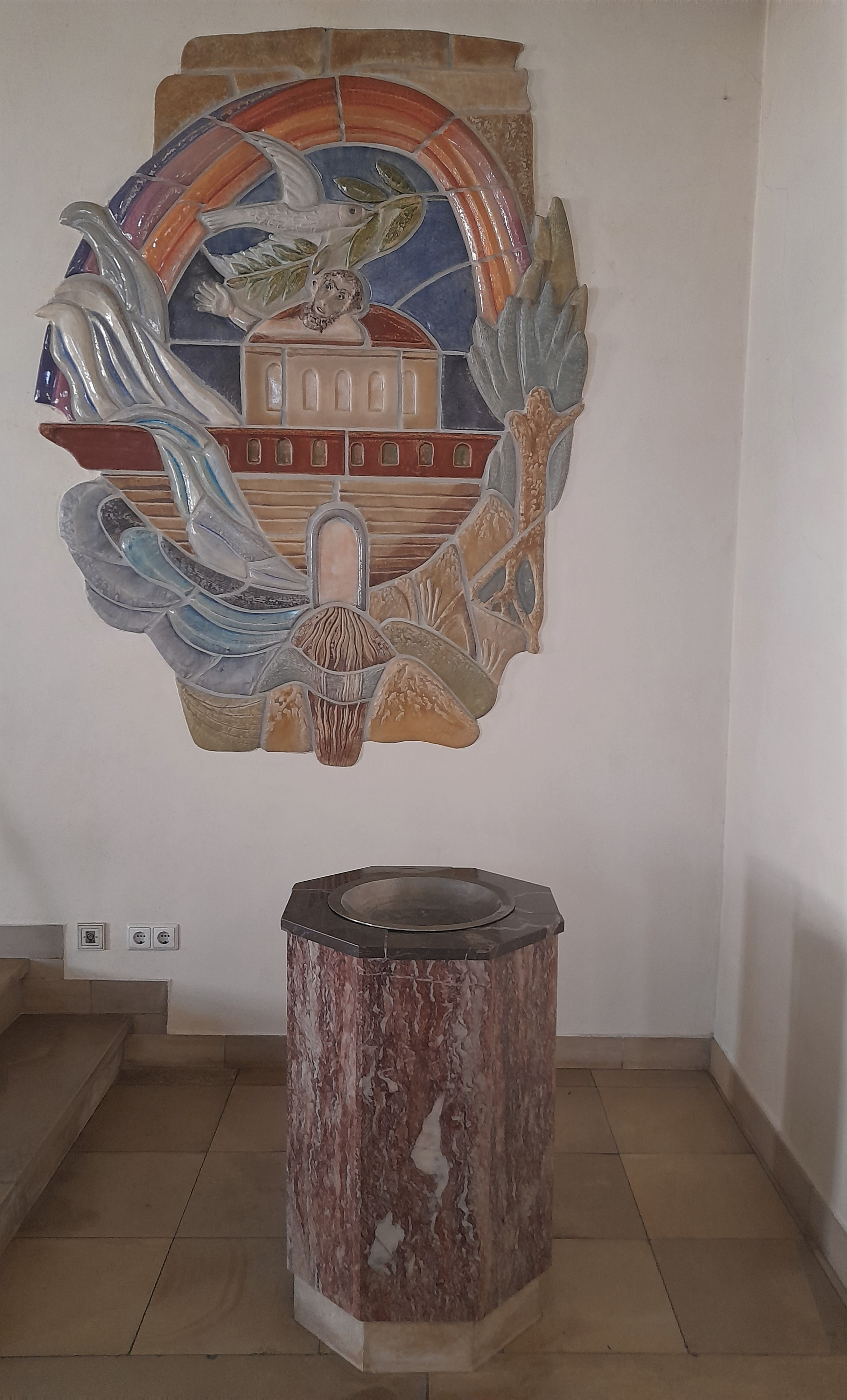
Taufbecken rechts des Altars
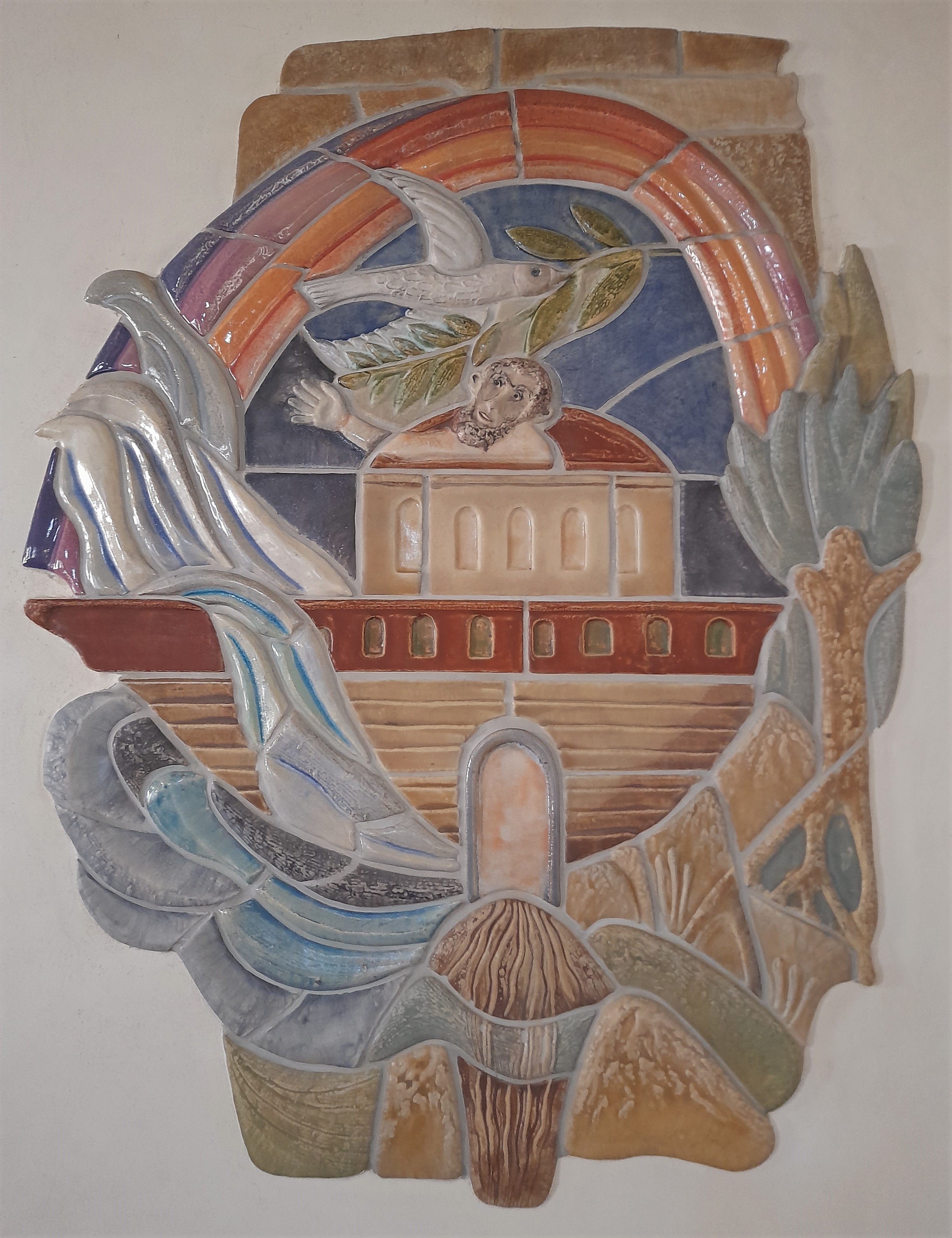
Wandbild mit Arche-Noah-Motiv
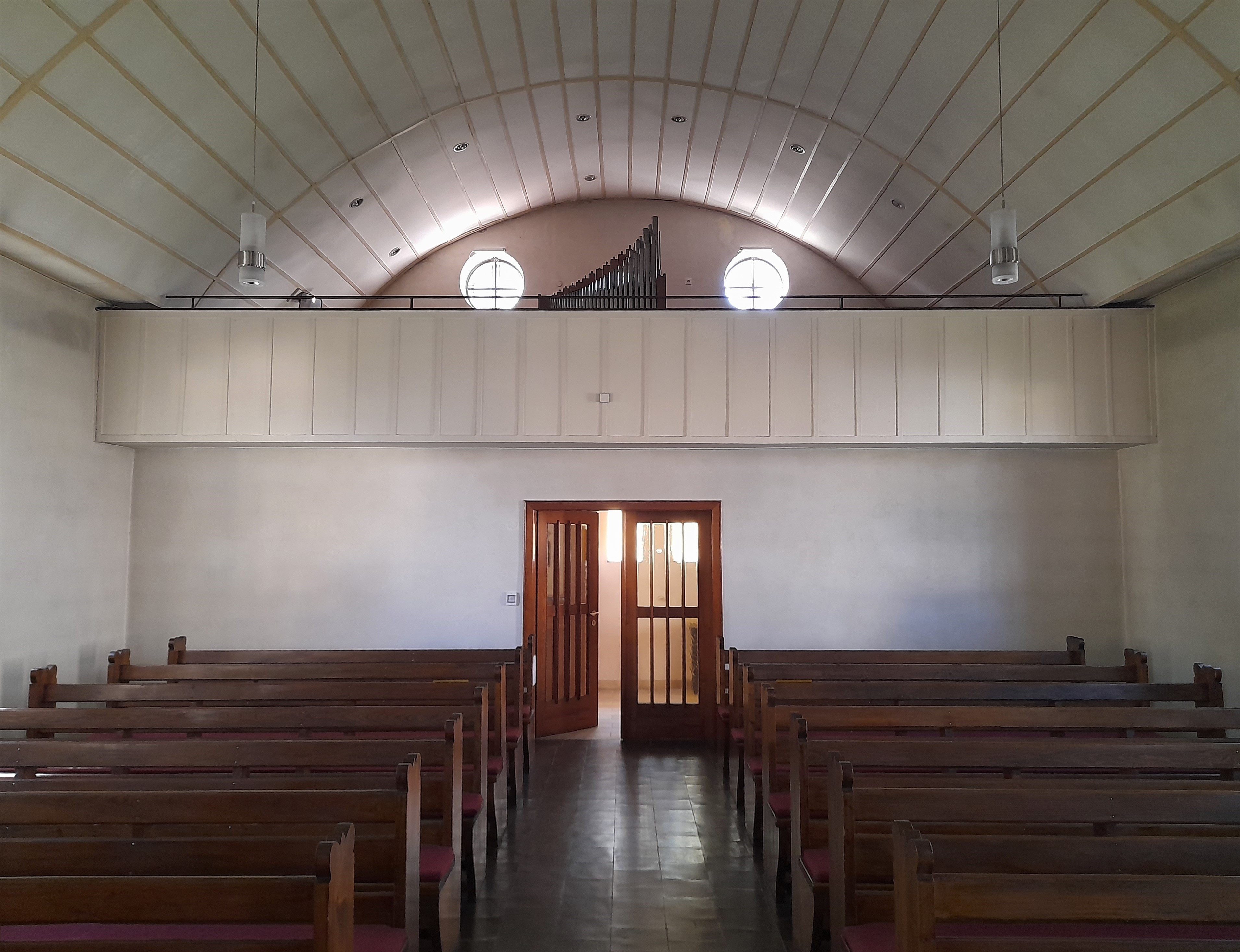
Orgelempore der Kirche